# Rebecques
Rebecques és un municipi francès situat al departament del Pas de Calais i a la regió dels Alts de França. L'any 2007 tenia 426 habitants.

## Demografia

### Població
El 2007 la població de fet de Rebecques era de 426 persones. Hi havia 164 famílies de les quals 44 eren unipersonals (20 homes vivint sols i 24 dones vivint soles), 36 parelles sense fills, 68 parelles amb fills i 16 famílies monoparentals amb fills.
La població ha evolucionat segons el següent gràfic:
Habitants censats

### Habitatges
El 2007 hi havia 172 habitatges, 163 eren l'habitatge principal de la família, 2 eren segones residències i 7 estaven desocupats. Tots els 171 habitatges eren cases. Dels 163 habitatges principals, 144 estaven ocupats pels seus propietaris, 17 estaven llogats i ocupats pels llogaters i 2 estaven cedits a títol gratuït; 1 tenia una cambra, 4 en tenien dues, 19 en tenien tres, 33 en tenien quatre i 106 en tenien cinc o més. 153 habitatges disposaven pel capbaix d'una plaça de pàrquing. A 65 habitatges hi havia un automòbil i a 82 n'hi havia dos o més.

### Piràmide de població
La piràmide de població per edats i sexe el 2009 era:
| Homes | Edats   | Dones |
| ----- | ------- | ----- |
| 0     | 95 o +  | 0     |
| 0     | 90 a 94 | 0     |
| 0     | 85 a 89 | 0     |
| 4     | 80 a 84 | 12    |
| 12    | 75 a 79 | 8     |
| 4     | 70 a 74 | 0     |
| 4     | 65 a 69 | 8     |
| 4     | 60 a 64 | 4     |
| 12    | 55 a 59 | 8     |
| 12    | 50 a 54 | 28    |
| 16    | 45 a 49 | 12    |
| 12    | 40 a 44 | 4     |
| 12    | 35 a 39 | 16    |
| 24    | 30 a 34 | 16    |
| 8     | 25 a 29 | 16    |
| 16    | 20 a 24 | 4     |
| 8     | 15 a 19 | 16    |
| 12    | 10 a 14 | 12    |
| 16    | 5 a 9   | 32    |
| 8     | 0 a 4   | 4     |

## Economia
El 2007 la població en edat de treballar era de 281 persones, 204 eren actives i 77 eren inactives. De les 204 persones actives 193 estaven ocupades (116 homes i 77 dones) i 11 estaven aturades (2 homes i 9 dones). De les 77 persones inactives 29 estaven jubilades, 26 estaven estudiant i 22 estaven classificades com a «altres inactius».

### Ingressos
El 2009 a Rebecques hi havia 164 unitats fiscals que integraven 439 persones, la mediana anual d'ingressos fiscals per persona era de 15.700 €.

### Activitats econòmiques
Dels 8 establiments que hi havia el 2007, 1 era d'una empresa extractiva, 1 d'una empresa de fabricació d'altres productes industrials, 3 d'empreses de construcció, 1 d'una empresa d'hostatgeria i restauració i 2 d'empreses de serveis.
Dels 3 establiments de servei als particulars que hi havia el 2009, 1 era un paleta, 1 lampisteria i 1 empresa de construcció.
L'any 2000 a Rebecques hi havia 14 explotacions agrícoles que ocupaven un total de 286 hectàrees.

## Equipaments sanitaris i escolars
El 2009 hi havia una escola elemental.

## Poblacions més properes
El següent diagrama mostra les poblacions més properes.